# Acakyra ocellata
Acakyra ocellata är en skalbaggsart. Acakyra ocellata ingår i släktet Acakyra och familjen långhorningar.

## Underarter
Arten delas in i följande underarter:
- A. o. ocellata
- A. o. onca